# Góra Niemojewska
Góra Niemojewska, to bezimienne wzniesienie morenowe – pagórek, położone w mieście Lututów. Wzgórze nie ma oficjalnej nazwy, podana nazwa jest potoczną nazwą używaną przez okolicznych mieszkańców. Najwyższy punkt wzniesienia jest położony 196 m n.p.m.

## Położenie
Wzniesienie to położone jest w północnej części Gminy Lututów, na wschód od wsi Zygmuntów. Wyróżnia się, gdyż okolica jest raczej płaska. Po zmianach administracyjnych w Gminie Lututów, Góra Niemojewska (i wieś Zygmuntów) przynależą do Jeżopola.
Według Regionalizacji fizycznogeograficznej Polski opracowanej przez Jerzego Kondrackiego wzniesienie położone jest w części Polski, określonej następująco:
318 Niziny Środkowopolskie
318.1-2 Nizina Południowowielkopolska
318.22 Wysoczyzna Złoczewska.

## Zagospodarowanie

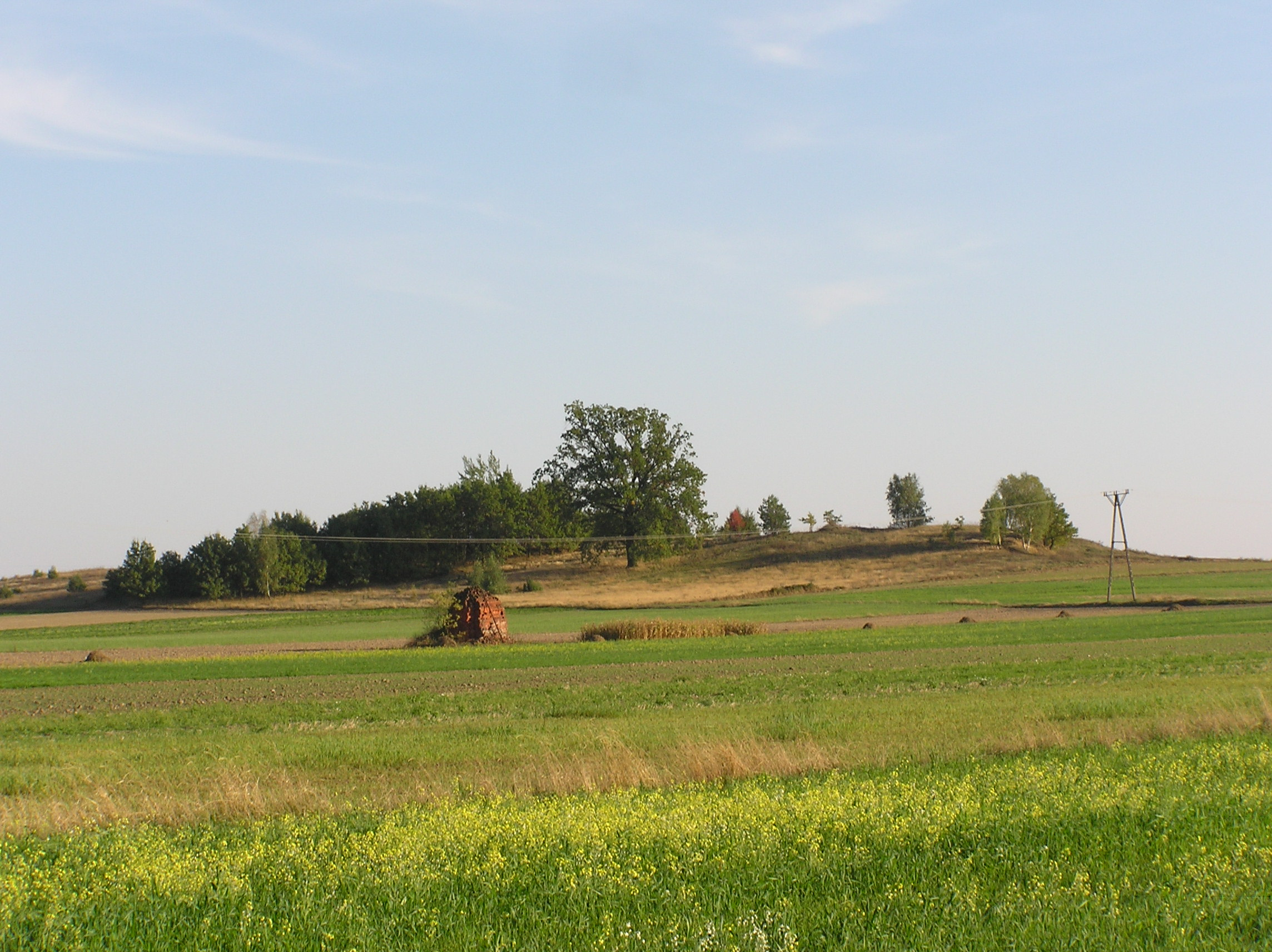
Owieczki-Poprzeczna : widok na Górę Niemojewską

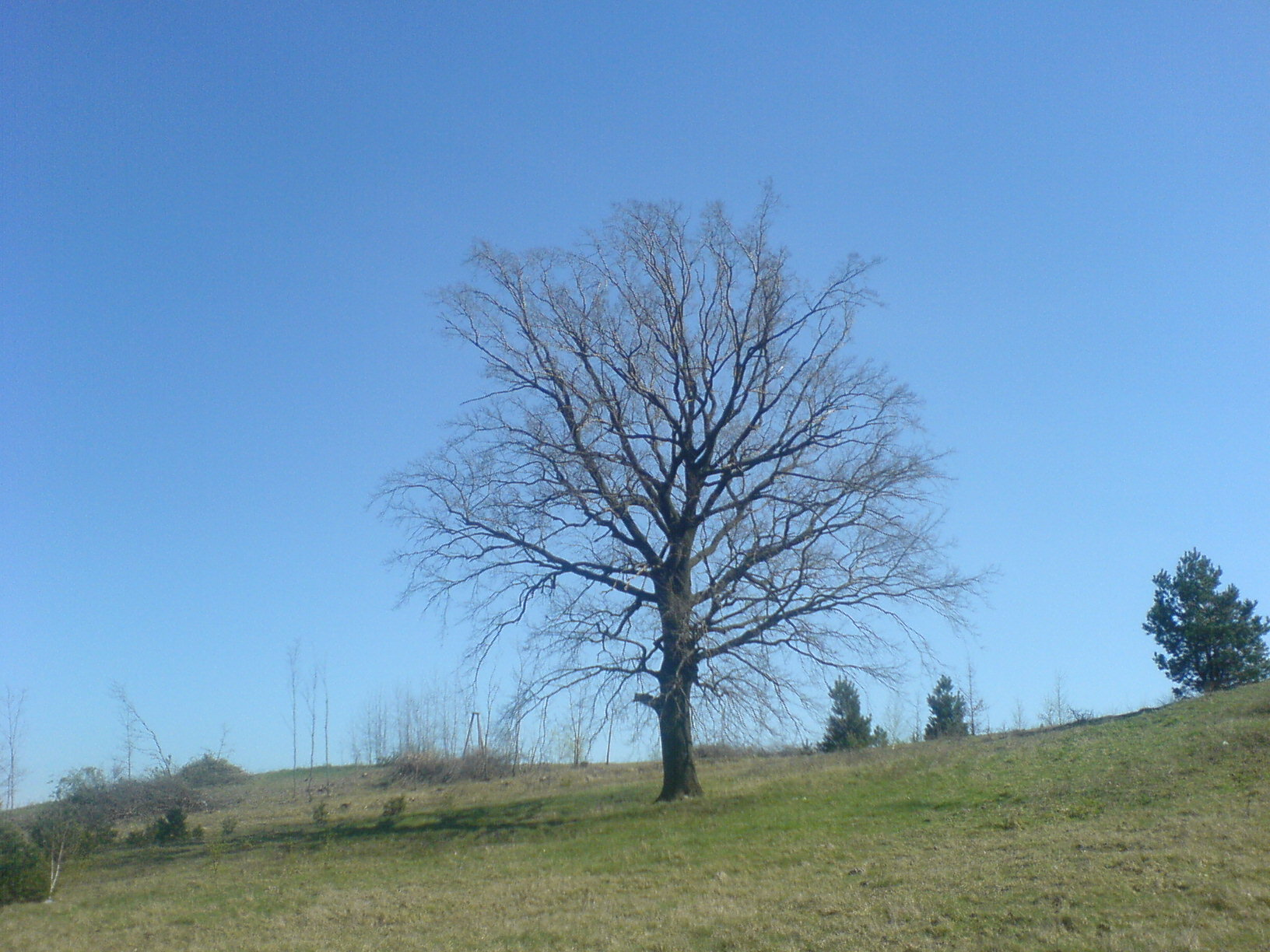
Dąb na stoku wzniesienia

Poczynając opis od zachodniej części, na pagórku znajdują się:
- głębokie doły po żwirowni – obecnie nie eksploatowane,
- nieużytki z płytkimi dołami po małych żwirowniach, na południowym stoku rośnie potężny dąb górujący nad okolicą,
- dalej zarośla,
- w najwyższym punkcie znak – słup betonowy – sieci triangulacyjnej,
- dalej na wschód nowa eksploatowana żwirownia.